# Guilty Gear
Guilty Gear (ギルティギア?, Giruti Gia), sottotitolato The Missing Link in Giappone, è il primo videogioco della serie Guilty Gear, sviluppata dalla Arc System Works. È stato inizialmente pubblicato per PlayStation nel 1998, in seguito per PlayStation Network nel 2007 e per il ventesimo anniversario della serie su PlayStation 4, Nintendo Switch e PC.
Nonostante sia stato il primo capitolo del franchise Guilty Gear, il gioco in sé rivela molto poco della storia dei propri personaggi, che si svilupperà soltanto nei prodotti pubblicati successivamente.

## Trama
Guilty Gear segue le vicende di dieci combattenti che decidono di competere al "Second Sacred Order Tournament", ognuno con il proprio scopo, ed è ambientato in un futuro triste e freddo, in cui il pianeta è stato devastato da una guerra centenaria contro i "gears", armi organiche create dall'uomo.
Nel 2010, infatti, l'umanità scoprì una fonte d'energia illimitata dai poteri incredibili, che fu etichettata come "magia". Nonostante risolvesse i problemi di crisi energetica, ciò non fermò le incessanti guerre, anche perché il potere della magia si combinava con gli umani e altre creature tramite esperimenti, creando delle armi viventi chiamate "gears". Alla fine, i Gears si rivoltarono contro la razza umana, provocando una guerra globale nota come le Crociate. La guerra durò un secolo, dopo il quale un gruppo militare noto come il Sacro Ordine dei Santi Cavalieri affrontò e sconfisse Justice, il capo dei Gears. L'esilio di Justice in una prigione dimensionale arrestò (apparentemente) gli altri Gear, ponendo fine all'epoca del conflitto.
5 anni dopo la fine del conflitto, nel 2180, un Gear chiamato Testament dà il via a un piano per far rivivere Justice e spazzare via l'umanità. Temendo questa opportunità, l'unione delle nazioni organizza un torneo per trovare dei combattenti che saranno in grado di competere con Testament, e con l'eventuale avvento di Justice, dando al vincitore la possibilità di entrare in possesso di ciò che desidera. Man mano che i combattenti procedono nel torneo, si comincia a scoprire il vero senso del torneo. Dopo aver sconfitto Testament nel penultimo incontro del torneo, il personaggio (canonicamente un cacciatore di taglie di nome Sol Badguy) permetterà la rinascita di Justice, divenendone la vittima sacrificale. Dopo aver sconfitto la minaccia di Justice, la pace viene ripristinata.

## Personaggi
- Axl Low
- Chipp Zanuff
- Dr. Baldhead
- Kliff Undersn
- Ky Kiske
- May
- Millia Rage
- Potemkin
- Sol Badguy
- Zato-1

Boss/personaggi nascosti
- Testament
- Justice
- Baiken

## Modalità di gioco
Guilty Gear è un videogioco in 2D sullo stile di Street Fighter o The King of Fighters, ma è più veloce e si concentra maggiormente sull'utilizzo di tecniche combinate. Il gioco permette di scegliere fra dieci personaggi immediatamente giocabili, e tre sbloccabili. I combattimenti si vincono al meglio dei due round su tre.
Il gioco utilizza un misuratore di "tensione", simile a quello di Street Fighter Alpha, in cui i personaggi possono attivare speciali mosse chiamate "Chaos Attacks", attraverso certi comandi. L'opzione "Chaos Mode" può essere attivata quando l'energia di un personaggio è arrivata a metà. Un'aura rossa circonda il personaggio, permettendogli di effettuare illimitati "Chaos Attacks". Viene anche utilizzato un sistema di combattimento aereo paragonabile a quello di Marvel vs. Capcom, permettendo ai giocatori di effettuare combo aeree.
Inoltre Guilty Gear ha una tecnica di uccisione istantanea chiamata "Destroy Attacks", che può essere attivata dopo un attacco "Murder Outbreak" effettuato con successo su un avversario, che porta effettivamente a termine l'incontro.